# Processus de Lévy
En théorie des probabilités, un processus de Lévy, nommé d'après le mathématicien français Paul Lévy, est un processus stochastique en temps continu, continu à droite limité à gauche (càdlàg), partant de 0, dont les accroissements sont stationnaires et indépendants (cette notion est expliquée ci-dessous). Les exemples les plus connus sont le processus de Wiener et le processus de Poisson.

## Définition
Un processus stochastique {\displaystyle X=\{X_{t}:t\geq 0\}} est appelé processus de Lévy, si
1. {\displaystyle X_{0}=0\,} presque sûrement
2. Accroissements indépendants : Pour tout {\displaystyle 0\leq t_{1}<t_{2}<\cdots <t_{n}<\infty ,} {\displaystyle X_{t_{2}}-X_{t_{1}},X_{t_{3}}-X_{t_{2}},\dots ,X_{t_{n}}-X_{t_{n-1}}} sont indépendants
3. Accroissements stationnaires : Pour tout {\displaystyle s<t\,}, {\displaystyle X_{t}-X_{s}\,}  est égale en loi à {\displaystyle X_{t-s}\,}
4. {\displaystyle t\mapsto X_{t}} est presque sûrement continue à droite et limitée à gauche (Càdlàg).

## Propriétés

### Accroissements indépendants
Un processus stochastique à temps continu associe une variable aléatoire Xt à tout instant t ≥ 0. C'est donc une fonction aléatoire de t. Les accroissements d'un tel processus sont les différences Xs − Xt entre ses valeurs à différents instants t < s. Dire que les accroissements d'un processus sont indépendants signifie que les accroissements Xs − Xt et Xu − Xv sont des variables aléatoires indépendantes à partir du moment où les intervalles de temps ne se chevauchent pas, et plus généralement, tout nombre fini d'accroissements sur des intervalles de temps non chevauchant sont mutuellement indépendants (et pas seulement indépendants deux à deux).

### Accroissements stationnaires
Dire que les accroissements sont stationnaires signifie que la loi de chaque accroissement Xs − Xt ne dépend que de la longueur s − t de l'intervalle de temps.
Par exemple pour un processus de Wiener, la loi de Xs − Xt est une loi normale d'espérance 0 et de variance s − t.
Pour un processus de Poisson homogène, la loi de Xs − Xt est une loi de Poisson d'espérance λ(s − t), où λ > 0 est l'"intensité" ou le "taux" du processus.

### Divisibilité
Le processus de Lévy est en rapport avec les lois infiniment divisibles :
- Les lois des accroissements d'un processus de Lévy sont infiniment divisibles, les accroissements de longueur t étant la somme de n accroissements de longueur t/n qui sont i.i.d. (indépendantes identiquement distribuées) par hypothèse.
- Réciproquement, à chaque loi infiniment divisible correspond un processus de Lévy : une telle loi D étant donnée, on définit un processus stochastique pour tout temps rationnel positif en la multipliant et la divisant, on définit sa loi en 0 à partir de la distribution de Dirac en 0, enfin on passe à la limite pour tout temps réel positif. L'indépendance des accroissements et la stationnarité proviennent de la propriété de la divisibilité, bien qu'il faille vérifier la continuité, et le fait que le passage à la limite donne une fonction bien définie sur les temps irrationnels.

### Moments
Le n-ième moment {\displaystyle \mu _{n}(t)=E(X_{t}^{n})} d'un processus de Lévy, lorsqu'il est fini, est une fonction polynomiale en t, qui vérifie une identité de type binomial :
{\displaystyle \mu _{n}(t+s)=\sum _{k=0}^{n}{n \choose k}\mu _{k}(t)\mu _{n-k}(s).}

## Exemples
Voici une liste, non exhaustive, d'exemples de processus de Lévy.
Dans les exemples ci-dessous, X est un processus de Lévy. Il est à noter qu'une dérive déterministe ({\displaystyle X_{t}=bt}) est un processus de Lévy.

### Processus de Wiener
Définition
X est un processus de Wiener (ou mouvement brownien standard) si et seulement si
1. pour tout {\displaystyle t\geq 0}, la variable aléatoire {\displaystyle X_{t}} est de loi normale {\displaystyle {\mathcal {N}}(0,t)},
2. ses trajectoires sont presque sûrement continues ; c'est-à-dire, pour presque tout {\displaystyle \omega }, l'application {\displaystyle t\mapsto X_{t}(\omega )} est continue.

Propriétés
- Sa transformée de Fourier est donnée par :

{\displaystyle \mathbb {E} {\Big [}e^{i\theta X_{t}}{\Big ]}=\exp \left(-{\frac {1}{2}}t\theta ^{2}\right)}
voir la page mouvement brownien.

### Processus de Poisson composé
Définition
X est un Processus de Poisson composé de paramètres un réel {\displaystyle c\geq 0} et une mesure {\displaystyle \nu } sur {\displaystyle \mathbb {R} } si et seulement si sa transformée de Fourier est donnée par
{\displaystyle \mathbb {E} {\Big [}e^{i\theta X_{t}}{\Big ]}=\exp \left(ct\left(\int _{\mathbb {R} }e^{i\theta x}\nu (dx)-1\right)\right)}.
Propriétés
- Un processus de Poisson composé de paramètres  {\displaystyle c\geq 0} et pour mesure la mesure de Dirac en 1 ({\displaystyle \nu =\delta _{1}}) est un processus de Poisson.
- Soient N un processus de Poisson de paramètre {\displaystyle c\geq 0} et {\displaystyle S_{n}=\sum _{k=0}^{n}Y_{k}} une marche aléatoire dont la loi des pas est {\displaystyle \nu } (la loi de {\displaystyle Y_{1}}), alors le processus défini par {\displaystyle X_{t}=S_{N_{t}}} est un processus de Poisson composé.

### Subordinateurs
Définition
X est un subordinateur si et seulement si X est un processus croissant.
Propriétés
- X est à variations bornées.
- X est transient.
- Sa transformée de Fourier est de la forme :

{\displaystyle \mathbb {E} {\Big [}e^{i\theta X_{t}}{\Big ]}=\exp \left(-it\theta +t\int _{0}^{\infty }(1-e^{i\theta x})\nu (dx)\right)}.
- Un subordinateur permet de faire un changement de temps, cela s'appelle une subordination. Si Z est un processus de Lévy et X est un subordinateur indépendant, alors le processus {\displaystyle (Z_{X_{t}})_{t\geq 0}} est un processus de Lévy.

### Processus de Lévy stables
Définition
X est un processus de Lévy stable de paramètre {\displaystyle \alpha \in \,]0,2]} (ou un processus de Lévy {\displaystyle \alpha }-stable) si et seulement si les deux processus  {\displaystyle (X_{c^{\alpha }t})_{t\geq 0}} et  {\displaystyle (cX_{t})_{t\geq 0}} ont la même loi pour tout réel {\displaystyle c>0}.
Cette propriété s'appelle la propriété de stabilité (ou scaling).
Propriétés
- Si  {\displaystyle \alpha =1}, le processus de Lévy est une dérive déterministe ou un processus de Cauchy.
- Si  {\displaystyle \alpha =2}, le processus de Lévy est un mouvement brownien.
- Pour  {\displaystyle \alpha \in ]0,1[\cup ]1,2[}, sa transformée de Fourier est de la forme :

{\displaystyle \mathbb {E} {\Big [}e^{i\theta X_{t}}{\Big ]}=\exp \left(c|\theta |^{\alpha }\left(1-ik\,\operatorname {sgn}(\theta )\tan \left({\frac {\pi \alpha }{2}}\right)\right)\right)}.

## Représentation de Lévy–Khintchine
Toute variable aléatoire peut être caractérisée par sa fonction caractéristique. Dans le cas d'un processus de Lévy {\displaystyle X_{t}}, cette caractérisation pour tout temps t donne la représentation de Lévy-Khintchine (du nom du mathématicien russe Alexandre Khintchine) :
{\displaystyle \mathbb {E} {\Big [}e^{i\theta X_{t}}{\Big ]}=\exp {\Bigg (}ait\theta -{\frac {1}{2}}\sigma ^{2}t\theta ^{2}+t\int _{\mathbb {R} \backslash \{0\}}{\big (}e^{i\theta x}-1-i\theta x\mathbf {I} _{|x|<1}{\big )}\,W(dx){\Bigg )}}
où {\displaystyle a\in \mathbb {R} }, {\displaystyle \sigma \geq 0} et {\displaystyle \mathbf {I} } est la fonction indicatrice. La mesure de Lévy {\displaystyle W} doit vérifier
{\displaystyle \int _{\mathbb {R} \backslash \{0\}}\min\{x^{2},1\}W(dx)<\infty .}
Un processus de Lévy est donc caractérisé par trois composantes : une dérive, un coefficient de diffusion, et une composante de saut. Ces trois composantes, et donc la représentation de Lévy–Khintchine du processus, sont entièrement déterminées par le triplet  {\displaystyle (a,\sigma ^{2},W)}. En particulier, un processus de Lévy continu est un mouvement brownien avec dérive.

## Décomposition de Lévy–Itō
Réciproquement, on peut construire un processus de Lévy à partir d'une fonction caractéristique donnée sous sa représentation de Lévy-Khintchine. Cette construction correspond à la décomposition d'une mesure d'après le théorème de décomposition de Lebesgue : la dérive et la diffusion constituent la partie absolument continue, tandis que la mesure W en est la partie singulière.
Étant donné un triplet de Lévy {\displaystyle (a,\sigma ^{2},W)} il existe trois processus de Lévy indépendants {\displaystyle X^{(1)}} {\displaystyle X^{(2)}}, {\displaystyle X^{(3)}} sur le même espace probabilisé, tels que :
- {\displaystyle X^{(1)}} est un mouvement brownien avec dérive, correspondant à la partie absolument continue de la mesure, dont les coefficients sont a pour la dérive et {\displaystyle \sigma ^{2}} pour la diffusion ;
- {\displaystyle X^{(2)}} est le processus de Poisson composé, correspondant à la pure partie ponctuelle de la mesure singulière W ;
- {\displaystyle X^{(3)}} est un processus de saut, martingale de carré intégrable qui a presque surement un nombre dénombrable de sauts sur tout intervalle fini, correspondant à la partie continue de la mesure singulière W.

Le processus défini par {\displaystyle X=X^{(1)}+X^{(2)}+X^{(3)}} est un processus de Lévy de triplet {\displaystyle (a,\sigma ^{2},W)}.

## Correspondance dans le monde vivant
Plusieurs motifs (patterns) fractals associés avec des processus de Lévy sont observés dans le monde vivant (et dans d'autres domaines scientifiques). Ils semblent par exemple présents dans des domaines aussi variés que les mouvements des yeux des humains (dans certaines circonstances au moins) et dans le mouvement des animaux.
Leur origine est encore mal comprise dans les systèmes écologiques. On les a interprétés comme étant une propriété émergente qui pourrait découler de divers principes universels des systèmes complexes ou qui pourrait peut-être avoir une valeur adaptative.
Des processus de Lévy ont par exemple été découverts dans les mouvements exploratoires d'agents intelligents quand ils évoluent dans un environnement hétérogène, et ils semblent structurer des déplacements et mouvements d'animaux (oiseaux marins notamment,) à « grande échelle », (« Lévy Flight »,,, ; « Lévy Walk »,,). D'après Alex James, Michael J. Plank et Andrew M. Edwards, l'observation de ces processus de Lévy serait due à des facteurs extérieurs (telle que la distribution des ressources, la méthode d’échantillonnage retenue pour l'observation, ou encore la cohabitation de plusieurs stratégies de mouvement) plutôt qu'à un choix stratégique explicite. En d'autres termes, un processus de Lévy apparent peut émerger de nombreux facteurs autres que la stratégie d'exploration des agents.
Certains auteurs supposent qu'ils pourraient aussi être associés à des mécanismes d'optimisation stochastique (en), de processus tels que la recherche de nourriture ou la recherche de partenaire sexuel ou le vol migratoire chez les animaux (individus ou groupes), dans l'océan, dans l'atmosphère et au-dessus de l'océan pour les oiseaux ou dans une vaste forêt par exemple, quand les capacités de perception ne suffisent pas  à permettre à un animal de trouver facilement ce qu'il cherche (nourriture, proie, gîte, partenaire sexuel, etc.).
Si le processus de Lévy agissait ainsi au niveau individuel, ces mécanismes d'adaptation pourraient alors aussi avoir des effets à des niveaux supérieurs de l'organisation et de la dynamique, voire à l'échelle d'écosystèmes voire de la biosphère, ce pourquoi Frederic Bartumeus, l'un des spécialistes de ces questions suggère — dans le contexte de l'étude des mouvements d'animaux — de désormais considérer de manière conjointe et non plus séparée l'invariance d'échelle, les phénomènes d'intermittence et de hasard qui pourraient peut être prendre un sens nouveau dans un cadre écologique et évolutif cohérent.